# La Torre (Ripoll)
La Torre és un conjunt d'edificis de Ripoll (Ripollès) que estan protegits com a bé cultural d'interès local.

## Descripció
La finca està integrada per tres edificis, el mas i el cobert originaris en estat de ruïna. Als baixos de la casa hi ha una arcada de punt rodó. Entre els dos immobles hi ha un safareig de forma triangular. El tercer edifici és una casa de nova construcció - la torre. Aquesta està formada per baixos, pis i altell. La teulada és a dues aigües. En el primer pis de la façana principal hi ha una tribuna de cinc costats. Entre el mas i la torre hi ha l'era. L'accés a la finca es pot fer per tres llocs diferents; en dos d'ells hi ha cossos o pilars coronats amb forma piramidal. La finca compta amb arbres de grans dimensions com són els cedres o els castanyers. La paret que tanca la totalitat de la finca presenta petites obertures per la sortida d'aigües i arcs de punt rodó com a elements estructurals.